# دائرة عزيز
دائرة عزيز إحدى دوائر ولاية المدية الجزائرية . عاصمتها هي عزيز وتضم بلديات : 
- عزيز
- دراق
- أم الجليل